# 席德·法拉爾
席德·道格拉斯·法拉爾（英語：Sidney Douglas Farrar，1859年8月10日 – 1935年5月7日）曾是美國職業棒球內野手。他曾在美國職棒大聯盟先後為費城貴格會隊（1883年 – 1889年）及費城運動家隊（1890年）效力。他的女兒是歌劇女高音格拉汀·法拉。

## 外部連結
- 维基共享资源上的相關多媒體資源：席德·法拉爾
- 球員資訊和成績在Retrosheet ，Baseball Reference ，Baseball Reference (Minors) ，The Baseball Cube （英文）
- 在Find a Grave上的席德·法拉爾